# Tom Vialle
Tom Vialle (Avignone, 28 ottobre 2000) è un pilota motociclistico francese, campione del mondo MX2 nelle stagioni 2020 e 2022.

## Carriera
Nel 2011 Vialle ha vinto il campionato francese di motocross nella categoria 65cc. Nel 2017 ha debuttato nel Campionato Europeo 250cc (EMX250) guidando una KTM in un test. Nel 2018 ha gareggiato a tempo pieno nel campionato EMX250, inizialmente su una Husqvarna ma a metà stagione è tornato alla KTM. Salì tre volte sul podio e concluse la stagione all'ottavo posto.
Nel 2019 Vialle ha fatto il suo debutto nel Campionato del mondo di motocross MX2. Ha firmato per due stagioni con il team ufficiale KTM, guidato da Pit Beirer e Joël Smets. Ha vinto il Gran Premio di Svezia da esordiente e ha chiuso nella classifica finale. Ha concluso la seconda stagione in questa categoria con il titolo mondiale, riconfermato nel 2022. Nel 2023 ha fatto parte della squadra francese che ha vinto il Motocross delle Nazioni.
Nel 2023 si trasferisce nel campionato americano Supercross; anche in questa circostanza ottiene una vittoria alla prima stagione (nella categoria 250 MX). Nel 2024 vince il titolo della categoria 250 SX-Est.